# Seitäk
Seitäk eller Stájnna är en sjö i Sorsele kommun i Lappland och ingår i Umeälvens huvudavrinningsområde. Sjön har en area på 0,0954 kvadratkilometer och ligger 816,7 meter över havet. Seitäk ligger i Vindelfjällen Natura 2000-område. Kungsleden passerar sjön.

## Delavrinningsområde
Seitäk ingår i det delavrinningsområde (731872-149060) som SMHI kallar för Mynnar i Stainejaure. Medelhöjden är 806 meter över havet och ytan är 7,61 kvadratkilometer. Det finns inga avrinningsområden uppströms utan avrinningsområdet är högsta punkten. Vattendraget som avvattnar avrinningsområdet har biflödesordning 4, vilket innebär att vattnet flödar genom totalt 4 vattendrag innan det når havet efter 410 kilometer. Avrinningsområdet består mestadels av skog (12 procent) och kalfjäll (81 procent). Avrinningsområdet har 0,37 kvadratkilometer vattenytor vilket ger det en sjöprocent på 4,9 procent.